# رضامة
الرُّضَامة هو جنس من نحو خمسين نوعًا من النباتات في شارع الفصيلة السذابية. الأوراق بسيطة أو ريشية الشكل والزهور ثنائية الجنس بأربعة كؤوس وأربع بتلات وثمانية أسدية . لأنواعه توزع واسع بما في ذلك في الهند وماليزيا وأستراليا وجزر غرب المحيط الهادئ. نحو عشرين نوعًا متوطن في أستراليا. ثمارها صغيرة جلدية السوذق لا تؤكل.